# فيدور شودينوف
فيدور شودينوف (بالروسية: Чудинов, Фёдор Александрович) مواليد 15 سبتمبر 1987 في براتسك، الجمهورية الروسية السوفيتية الاتحادية الاشتراكية، هو ملاكم محترف روسي يصنف ضمن فئة وزن فوق المتوسط.

## المسيرة الاحترافية
من نزالاته:
- خسر أمام فيليكس ستورم (2016).
- انتصر على فرانك بوجليوني (2015).
- انتصر على فرانسيس شيكا (2013).

## إحصائيات
خاض خلال مسيرته 30 نزالا، فاز في 26 وخسر في 3. فاز بالضربة القاضية في 17 نزالات.

## روابط خارجية
- فيدور شودينوف على موقع بوكس ريك (الإنجليزية) (registration required)